# Pauluskerk (Den Haag)
De Pauluskerk is een voormalige Hervormde kerk aan de Sijzenlaan 35a te Den Haag. Het kerkgebouw werd in 1954 gebouwd en in gebruik genomen. In 2002 werd het gebouw gesloten en in 2005 gesloopt.

## Geschiedenis
De Pauluskerk is in de wederopbouwperiode naar ontwerp van architectenbureau Berghoef & Klarenbeek gebouwd en in oktober 1954 in gebruik genomen. De eerste ontwerptekeningen werden reeds in 1951 gemaakt.
In de jaren 90 werd duidelijk dat de zuidwestelijke gevel van het gebouw zich in een slechte staat bevond. In 1998 wees onderzoek uit dat de verticale kolommen van gewapend beton, welke de feitelijke dragers van de windbelasting op de gevel waren, erg verzwakt waren. Doordat de bewapening in het beton niet goed was afgedekt, was de bewapening gaan roesten. Vanwege het ontstane instortingsgevaar werd de kerk tijdelijk gesloten, en om instorten te voorkomen werd een staalconstructie aangebracht.
Als onderdeel van het landelijke Samen op Weg-proces ging de gemeente van de Pauluskerk samen met de gemeente van de Gereformeerde Opstandingskerk. Op 5 oktober 2002 werd de laatste dienst in het gebouw gehouden en aan de eredienst onttrokken. Gezien de slechte bouwkundige staat werd de kerk in de zomer van 2005 afgebroken. De vrijgekomen ruimte werd gebruikt voor nieuwbouw.

## Gebouw
Doordat de kerk gebouwd werd op een klein kavel werd hier extra rekening mee gehouden in het ontwerp. De hoge centrale kerkzaal werd omringd door lagere bijgebouwen. Een groot kruis op de voorgevel benadrukte de kerkelijke functie van het gebouw. Op het dak stond een met koper beslagen klokkentoren met daarin een luidklok. Door Jan Goeting (1918-1984) werden op vlakke wanden Sgraffito's aangebracht. Het roosvenster boven de preekstoel werd gemaakt door Femmy Schilt-Geesink. De kerk bezat een speciaal ontworpen tinnen avondmaalservies waarvan de vervaardiger niet bekend is. Het doopvont is naar ontwerp van architectenbureau Berghoef & Klarenbeek.
Kort na de ingebruikname werd een klein neogotisch orgel in de kerk geplaatst, afkomstig uit de Goede Vrijdagkapel. In 1961 werd het verkocht aan de Christelijk Gereformeerde Kerk van Siegerswoude-De Wilp. Ter vervanging werd een nieuw orgel geplaatst, gebouwd door de firma Van Vulpen uit Utrecht. Advies voor de bouw werd verleend door Adriaan Engels en Willem Hülsmann. Na de sluiting van de Pauluskerk, in 2002, werd dit orgel verkocht aan de gemeente van de Barnabaskerk in Apeldoorn.